# Duet (album)
Duet – album muzyczny nagrany przez jazzowego saksofonistę Archie Sheppa z pianistą Dollarem Brandem, znanym później jako Abdullah Ibrahim.

## O albumie
Po okresie fascynacji free jazzem, jaki przeżywał Shepp w latach 60. i 70., nagrania z tej płyty prezentują całkiem inną stylistykę. Spokojne i łagodne melodie utrzymane w bluesowym klimacie - to nagrali w Duecie Shepp i Brand. Muzyka została zarejestrowana 5 czerwca 1978 r. w Nippon Columbia Studio w Tokio (Japonia). LP wydany przez japońską firmę Denon w 1978 r. Ostatnia reedycja na CD ukazała się w 2010 r., wydana przez Savoy Jazz.

## Muzycy
- Dollar Brand (Abdullah Ibrahim) – fortepian
- Archie Shepp – saksofon sopranowy, altowy i tenorowy

## Lista utworów
Strona A
| 1. | "Fortunato" (Dave Burrell, Marion Brown)                     | 7:41  |
|    |                                                              |       |
| 2. | "Barefoot Boy From Queens Town - To Mongezi" (Archie Shepp)  | 7:51  |
|    |                                                              |       |
| 3. | "Left Alone" (muz. Mal Waldron; Eric Dolphy, Billie Holiday) | 7:55  |
|    |                                                              |       |
|    |                                                              | 23:27 |
|    |                                                              |       |
Strona B
| 1. | "Theme From Proof of the Man" (Yuji Ohno) | 8:18  |
|    |                                           |       |
| 2. | "Ubu-Suku" (Abdullah Ibrahim)             | 4:35  |
|    |                                           |       |
| 3. | "Moniebah" (Abdullah Ibrahim)             | 8:22  |
|    |                                           |       |
|    |                                           | 21:15 |
|    |                                           |       |

## Informacje uzupełniające
- producent – Yoshio Ozawa
- łączny czas nagrań – 44:42